# Jonathan Coe
Jonathan Coe (Birmingham, 19 agosto 1961) è uno scrittore britannico.

## Biografia
È nato a Bromsgrove, Worcestershire. Ha studiato alla King Edward's School, Birmingham, al Trinity College, Cambridge, e all'Università di Warwick, dove ha anche insegnato poesia inglese. Ha in seguito lavorato nel campo musicale, scrivendo musica jazz e cabaret; ha poi fatto il correttore di bozze, prima di diventare scrittore e giornalista freelance. Nel 2012 è stato insignito del titolo di duca di Prunes dal sovrano del Regno di Redonda. Le sue opere contengono spesso una preoccupazione per le questioni sociali, anche se generalmente espressa in modo umoristico nella forma di satira. Il contesto storico e politico in cui si svolgono i suoi romanzi non è mai un semplice scenario di sfondo, ma è trattato dettagliatamente, riuscendo ad accompagnare i personaggi in un'Inghilterra quasi reale.
Di particolare rilievo è il suo affresco dell'Inghilterra degli ultimi quarant'anni: questo parte da La Banda dei Brocchi, che inquadra l'Inghilterra negli anni Settanta, con il problema sindacale e del razzismo; la parte rappresentante l'Inghilterra degli anni Ottanta è La Famiglia Winshaw, che mostra sotto forma di allegoria una famiglia fortemente artigliata al potere ed economicamente violenta; il nuovo millennio inglese è descritto da Circolo Chiuso, che riprende la vicenda de La Banda dei Brocchi negli anni duemila, senza però sapere - se non per alcuni sprazzi - ciò che hanno fatto i protagonisti nei dieci anni antecedenti (quest'ultimo libro inquadra un'Inghilterra diversa ma anche simile: c'è qualcosa di consumistico nel costo della vita, il razzismo è ancora fortemente presente, ma vi è anche un senso politico ed economico diverso); l'Inghilterra contemporanea, alle prese, fra l'altro, con il referendum della Brexit, fa invece da sfondo a Middle England, uno degli ultimi romanzi pubblicati dallo scrittore, in cui ritornano alcuni personaggi delle opere precedenti e il cui titolo assume un significato sia geografico che sociale. 

## Opere

### Romanzi
- 1987 – Donna per caso (The Accidental Woman), Feltrinelli ISBN 9788807818875
- 1989 – L'amore non guasta (A Touch of Love), Feltrinelli ISBN 9788807817090
- 1990 – Questa notte mi ha aperto gli occhi (The Dwarves of Death), Feltrinelli ISBN 9788807721540
- 1994 – La famiglia Winshaw (What a Carve Up! o The Winshaw Legacy), Feltrinelli ISBN 9788807813825
- 1997 – La casa del sonno (The House of Sleep), Feltrinelli ISBN 9788807815638
- 2001 – La banda dei brocchi (The Rotters' Club), Feltrinelli ISBN 9788807817748
- 2004 – Circolo chiuso (The Closed Circle), Feltrinelli ISBN 9788807819391
- 2007 – La pioggia prima che cada (The Rain Before It Falls), Feltrinelli ISBN 9788807721076
- 2010 – I terribili segreti di Maxwell Sim (The Terrible Privacy of Maxwell Sim), Feltrinelli ISBN 9788807018107
- 2013 – Expo 58, Feltrinelli ISBN 9788807030550
- 2015 – Numero undici (Number 11), Feltrinelli ISBN 9788807031816
- 2018 – Middle England, Feltrinelli ISBN 9788807033193
- 2020 – Io e Mr Wilder  (Mr. Wilder and Me), Feltrinelli ISBN 9788807034244
- 2022 – Bournville, Feltrinelli ISBN 9788807035180
- 2024 – La prova della mia innocenza, Feltrinelli ISBN 9788807036279

### Racconti
- 2005 – 9th & 13th, Penguin ISBN 0-14-102275-2 (inedito in Italia)
- 2015 – Disaccordi imperfetti, Feltrinelli ISBN 9788807889660

### Libri per bambini
- 2011 – La storia di Gulliver, GEDI Gruppo Editoriale ISBN 9788883713354
- 2012 – Lo specchio dei desideri, Feltrinelli ISBN 9788807921896

### Biografie
- 1991 – Caro Bogart. Una biografia (Humphrey Bogart: Take It and Like It) Feltrinelli ISBN 9788807720949
(precedentemente pubblicato come Humphrey Bogart. Suonala ancora, Sam, Gremese ISBN 9788876056581)
- 1994 – James Stewart. Un uomo qualunque in situazioni eccezionali (James Stewart: Leading Man) Gremese ISBN 9788876059766
- 2004 – Come un furioso elefante. La vita di B. S. Johnson in 160 frammenti (Like a Fiery Elephant: The Story of B. S. Johnson) Feltrinelli ISBN 9788807491153

## Premi
- La famiglia Winshaw - Mail on Sunday/John Llewellyn Rhys Prize (1995)[1]
- La famiglia Winshaw - Prix du Meilleur Livre Etranger (Francia) (1995)
- La casa del sonno - Writers' Guild Award (Best Fiction) (1997)
- La casa del sonno - Prix Médicis Etranger (Francia) (1998)
- La banda dei brocchi - Bollinger Everyman Wodehouse Prize (2001)[2]
- Come un furioso elefante - Samuel Johnson Prize (2005)
- Middle England - Costa Book Award per il miglior romanzo - (2019)[3]